# Patrick Depailler
Patrick André Eugène Joseph Depailler (* 9. August 1944 in Clermont-Ferrand; † 1. August 1980 in Hockenheim) war ein französischer Rennfahrer und Formel-1-Pilot. Seine Karriere in der höchsten Motorsportklasse begann 1972. 1980 verunglückte er bei Testfahrten auf dem Hockenheimring tödlich.

## Karriere

### Monopostosport

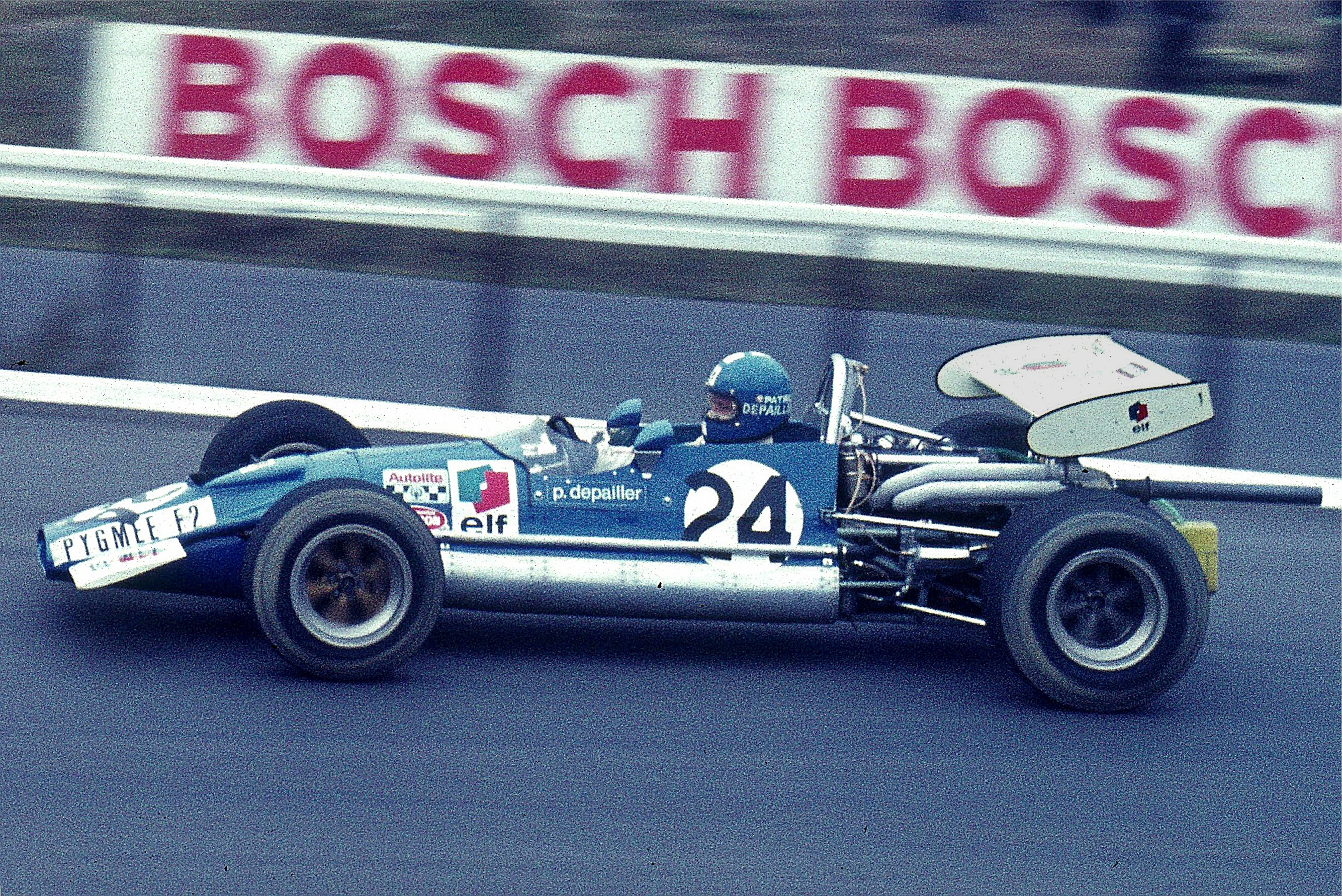
Patrick Depailler 1970 auf dem Nürburgring …

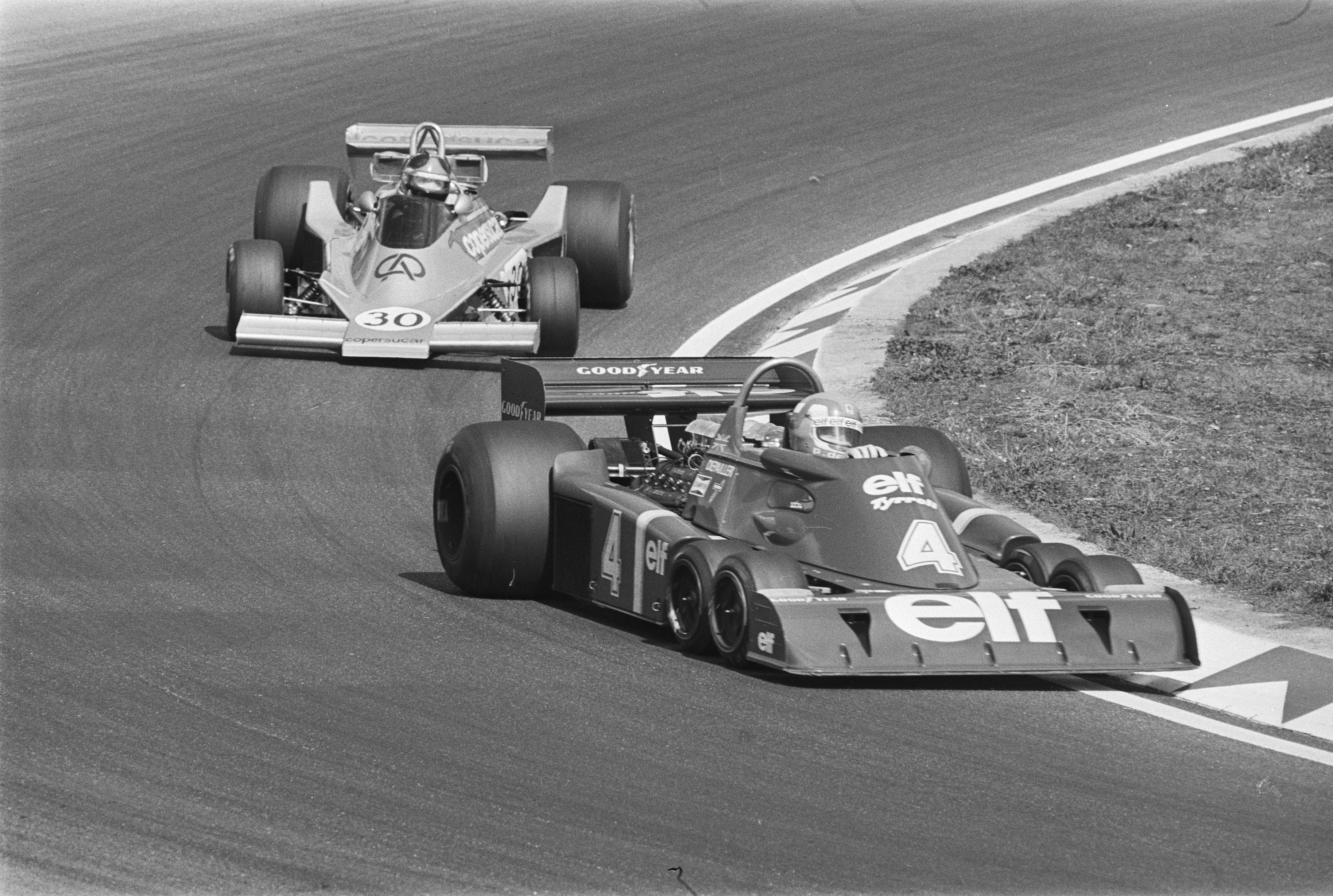
… und im Tyrrell P34 beim Großen Preis der Niederlande 1976

Aus der französischen Formel 2 kommend gab Depailler am 2. Juli 1972 beim Grand Prix von Frankreich in Clermont-Ferrand auf einem Tyrrell sein Debüt in der Formel 1. Er war bei dem britischen Team neben François Cevert als Nachfolger des dreimaligen Weltmeisters Jackie Stewart für 1974 vorgesehen, verletzte sich jedoch beim privaten Motocrossfahren am Bein und fiel kurzfristig aus. An seiner Stelle wurde der Südafrikaner Jody Scheckter verpflichtet. Durch Ceverts tödlichen Unfall beim Großen Preis der USA in Watkins Glen 1973 kam Depailler aber unerwartet doch noch zu seinem Stammplatz. Dem Tyrrell-Team hielt er in den folgenden fünf Jahren die Treue. Der Franzose fuhr zahlreiche Spitzenplatzierungen in den Rennen ein und entwickelte sich zu einem ausgezeichneten Testpiloten mit hohem technischen Sachverstand.
In der Saison 1976 belegte er nicht nur fünfmal den zweiten Platz, er kam auch beim Grand Prix von Japan in Fuji zum ersten Mal einem Grand-Prix-Sieg nahe, musste sich jedoch dem US-Amerikaner Mario Andretti im Lotus geschlagen geben. Sein Teamkollege Scheckter indes verabschiedete sich als WM-Dritter von Tyrrell. In jener Saison wurde auch der legendäre Tyrrell P34 eingesetzt, an dessen Entwicklung Depailler maßgeblich beteiligt war. Das Konzept dieses Rennwagens konnte sich allerdings nicht durchsetzen. Nach einer wechselhaften Saison 1977 an der Seite des Schweden Ronnie Peterson feierte der Franzose seinen ersten Sieg 1978 beim Grand Prix von Monaco und wechselte Ende der Saison zum französischen Ligier-Team.
Dort stand er im Schatten seines neuen Teamkollegen Jacques Laffite, der mit zwei Siegen zu Saisonbeginn um den WM-Titel fuhr. Scharfe Rivalität zeichnete das Verhältnis der beiden Franzosen aus. Beim Grand Prix von Spanien in Jarama feierte Depailler derweil seinen zweiten (und letzten) Sieg. Am Pfingstsonntag 1979 stürzte er beim Drachenfliegen in der Nähe seiner Heimatstadt ab und zog sich zahlreiche Frakturen an beiden Beinen zu. Nach einigen Operationen und vielen Stunden Therapie war er in der Lage, im Januar 1980 sein Comeback bei Alfa Romeo zu geben. Das italienische Team hatte ihn nicht zuletzt wegen seiner Fähigkeiten als Testpilot verpflichtet. Tatsächlich machte der Wagen in Bezug auf Schnelligkeit erstaunliche Fortschritte, regelmäßige Top-10-Platzierungen in der Qualifikation wurden oft durch Defekte zunichtegemacht.

### Tod in Hockenheim
Depailler konnte jedoch die Früchte seiner Arbeit nicht mehr ernten. Am 1. August 1980 verunglückte er bei Testfahrten in Hockenheim in der Ostkurve tödlich. Die Unfallursache wurde nie vollständig aufgeklärt. Schleifspuren auf dem Asphalt im Kurveneingang deuteten auf einen Materialbruch hin, etwa eines Querlenkers oder einer der aerodynamischen „Schürzen“. Die Ostkurve sollte für den am 10. August stattfindenden Großen Preis von Deutschland mit zusätzlichen Fangzäunen gesichert werden. Diese Fangzäune lagen jedoch zum Zeitpunkt des Unfalls noch zusammengerollt hinter den Leitplanken.

## Statistik

### Formel 3 und Formel 2
- 1971: Französischer Formel-3-Meister
- 1974: Formel-2-Europameister

### Statistik in der Automobil-Weltmeisterschaft

#### Grand-Prix-Siege
| - 1978 Großer Preis von Monaco (Monte Carlo) | - 1979 Großer Preis von Spanien (Jarama) |

#### Gesamtübersicht
| Saison | Team                     | Chassis                 | Motor                    | Rennen | Siege | Zweiter | Dritter | Poles | schn. Runden | Punkte  | WM-Pos. |
| ------ | ------------------------ | ----------------------- | ------------------------ | ------ | ----- | ------- | ------- | ----- | ------------ | ------- | ------- |
| 1972   | Elf Team Tyrrell         | Tyrrell 004             | Ford Cosworth DFV 3.0 V8 | 2      | –     | –       | –       | –     | –            | –       | 24.     |
| 1974   | Elf Team Tyrrell         | Tyrrell 005 / 006 / 007 | Ford Cosworth DFV 3.0 V8 | 15     | –     | 1       | –       | 1     | 1            | 14      | 9.      |
| 1975   | Elf Team Tyrrell         | Tyrrell 007             | Ford Cosworth DFV 3.0 V8 | 14     | –     | –       | 1       | –     | 1            | 12      | 9.      |
| 1976   | Elf Team Tyrrell         | Tyrrell 007 / P34       | Ford Cosworth DFV 3.0 V8 | 16     | –     | 5       | 2       | –     | 1            | 39      | 4.      |
| 1977   | Elf Team Tyrrell         | Tyrrell P34             | Ford Cosworth DFV 3.0 V8 | 17     | –     | 1       | 2       | –     | –            | 20      | 9.      |
| 1978   | Elf Team Tyrrell         | Tyrrell 008             | Ford Cosworth DFV 3.0 V8 | 16     | 1     | 2       | 2       | –     | –            | 34      | 5.      |
| 1979   | Ligier Gitanes           | Ligier JS11             | Ford Cosworth DFV 3.0 V8 | 7      | 1     | 1       | –       | –     | 1            | 22 (20) | 6.      |
| 1980   | Marlboro Team Alfa Romeo | Alfa Romeo 179          | Alfa Romeo 3.0 V12       | 8      | –     | –       | –       | –     | –            | –       | –       |
| Gesamt | Gesamt                   | Gesamt                  | Gesamt                   | 95     | 2     | 10      | 7       | 1     | 4            | 141     |         |

#### Einzelergebnisse
| Saison | 1   | 2   | 3   | 4   | 5   | 6   | 7   | 8   | 9   | 10  | 11  | 12  | 13  | 14  | 15 | 16 | 17 |
| ------ | --- | --- | --- | --- | --- | --- | --- | --- | --- | --- | --- | --- | --- | --- | -- | -- | -- |
| 1972   |     |     |     |     |     |     |     |     |     |     |     |     |     |     |    |    |    |
|        |     |     |     |     | 20  |     |     |     |     |     | 7   |     |     |     |    |    |    |
| 1974   |     |     |     |     |     |     |     |     |     |     |     |     |     |     |    |    |    |
| 6      | 8   | 4   | 8   | DNF | 9   | 2   | 6   | 8   | DNF | DNF | DNF | 11  | 5   | 6   |    |    |    |
| 1975   |     |     |     |     |     |     |     |     |     |     |     |     |     |     |    |    |    |
| 5      | DNF | 3   | DNF | 5   | 4   | 12  | 9   | 6   | 9   | 9   | 11  | 7   | DNF |     |    |    |    |
| 1976   |     |     |     |     |     |     |     |     |     |     |     |     |     |     |    |    |    |
| 2      | 9   | 3   | DNF | DNF | 3   | 2   | 2   | DNF | DNF | DNF | 7   | 6   | 2   | DNF | 2  |    |    |
| 1977   |     |     |     |     |     |     |     |     |     |     |     |     |     |     |    |    |    |
| DNF    | DNF | 3   | 4   | DNF | DNF | 8   | 4   | DNF | DNF | DNF | 13  | DNF | DNF | 14  | 2  | 3  |    |
| 1978   |     |     |     |     |     |     |     |     |     |     |     |     |     |     |    |    |    |
| 3      | DNF | 2   | 3   | 1   | DNF | DNF | DNF | DNF | 4   | DNF | 2   | DNF | 11  | DNF | 5  |    |    |
| 1979   |     |     |     |     |     |     |     |     |     |     |     |     |     |     |    |    |    |
| 4      | 2   | DNF | 5   | 1   | DNF | (5) | INJ | INJ | INJ | INJ | INJ | INJ | INJ | INJ |    |    |    |
| 1980   |     |     |     |     |     |     |     |     |     |     |     |     |     |     |    |    |    |
| DNF    | DNF | NC  | DNF | DNF | DNF | DNF | DNF | †   | †   | †   | †   | †   | †   |     |    |    |    |

| Legende  | Legende            | Legende                                                          |
| Farbe    | Abkürzung          | Bedeutung                                                        |
| -------- | ------------------ | ---------------------------------------------------------------- |
| Gold     | –                  | Sieg                                                             |
| Silber   | –                  | 2. Platz                                                         |
| Bronze   | –                  | 3. Platz                                                         |
| Grün     | –                  | Platzierung in den Punkten                                       |
| Blau     | –                  | Klassifiziert außerhalb der Punkteränge                          |
| Violett  | DNF                | Rennen nicht beendet (did not finish)                            |
| Violett  | NC                 | nicht klassifiziert (not classified)                             |
| Rot      | DNQ                | nicht qualifiziert (did not qualify)                             |
| Rot      | DNPQ               | in Vorqualifikation gescheitert (did not pre-qualify)            |
| Schwarz  | DSQ                | disqualifiziert (disqualified)                                   |
| Weiß     | DNS                | nicht am Start (did not start)                                   |
| Weiß     | WD                 | zurückgezogen (withdrawn)                                        |
| Hellblau | PO                 | nur am Training teilgenommen (practiced only)                    |
| Hellblau | TD                 | Freitags-Testfahrer (test driver)                                |
| ohne     | DNP                | nicht am Training teilgenommen (did not practice)                |
| ohne     | INJ                | verletzt oder krank (injured)                                    |
| ohne     | EX                 | ausgeschlossen (excluded)                                        |
| ohne     | DNA                | nicht erschienen (did not arrive)                                |
| ohne     | C                  | Rennen abgesagt (cancelled)                                      |
| ohne     | keine WM-Teilnahme |                                                                  |
| sonstige | P/fett             | Pole-Position                                                    |
| sonstige | 1/2/3/4/5/6/7/8    | Punktplatzierung im Sprint-/Qualifikationsrennen                 |
| sonstige | SR/kursiv          | Schnellste Rennrunde                                             |
| sonstige | *                  | nicht im Ziel, aufgrund der zurückgelegten Distanz aber gewertet |
| sonstige | ()                 | Streichresultate                                                 |
| sonstige | unterstrichen      | Führender in der Gesamtwertung                                   |

### Le-Mans-Ergebnisse
| Jahr | Team                           | Fahrzeug           | Teamkollege           | Platzierung     | Ausfallgrund    |
| ---- | ------------------------------ | ------------------ | --------------------- | --------------- | --------------- |
| 1967 | Ecurie Calberson               | Alpine A210        | Gérard Larrousse      | Ausfall         | Getriebeschaden |
| 1968 | Ecurie Savin-Calberson         | Alpine A220        | Mauro Bianchi         | Ausfall         | Unfall          |
| 1969 | Société des Automobiles Alpine | Alpine A220        | Jean-Pierre Jabouille | Ausfall         | Antriebswelle   |
| 1970 | Equipe Matra-Simca             | Matra-Simca MS660  | Jean-Pierre Jabouille | Ausfall         | Motorschaden    |
| 1971 | Équipe Ligier                  | Ligier JS3         | Guy Ligier            | nicht klassiert |                 |
| 1973 | Equipe Matra-Simca Shell       | Matra-Simca MS670B | Bob Wollek            | Ausfall         | Ölpumpe         |
| 1977 | Renault Sport                  | Alpine A442        | Jacques Laffite       | Ausfall         | Motorschaden    |
| 1978 | Renault Sport                  | Alpine A443        | Jean-Pierre Jabouille | Ausfall         | Motorschaden    |

### Einzelergebnisse in der Sportwagen-Weltmeisterschaft
| Saison | Team                    | Rennwagen               | 1   | 2   | 3   | 4   | 5   | 6   | 7   | 8   | 9   | 10  | 11  | 12  | 13  | 14  |
| ------ | ----------------------- | ----------------------- | --- | --- | --- | --- | --- | --- | --- | --- | --- | --- | --- | --- | --- | --- |
| 1967   | Ecurie Calberson Alpine | Alpine A210             | DAY | SEB | MON | SPA | TAR | NÜR | LEM | HOK | MUG | BRH | CCE | ZEL | OVI | NÜR |
| 1967   | Ecurie Calberson Alpine | Alpine A210             |     |     |     |     |     |     | DNF |     |     |     |     |     |     | DNF |
| 1968   | Alpine Ecurie Calberson | Alpine A211 Alpine A220 | DAY | SEB | BRH | MON | TAR | NÜR | SPA | WAT | ZEL | LEM |     |     |     |     |
| 1968   | Alpine Ecurie Calberson | Alpine A211 Alpine A220 |     |     |     | 3   |     | 9   |     |     |     | DNF |     |     |     |     |
| 1969   | Alpine                  | Alpine A220             | DAY | SEB | BRH | MON | TAR | SPA | NÜR | LEM | WAT | ZEL |     |     |     |     |
| 1969   | Alpine                  | Alpine A220             |     |     |     | 6   |     |     |     | DNF |     |     |     |     |     |     |
| 1970   | Matra                   | Matra MS660             | DAY | SEB | BRH | MON | TAR | SPA | NÜR | LEM | WAT | ZEL |     |     |     |     |
| 1970   | Matra                   | Matra MS660             |     |     |     |     | DNF |     |     |     |     |     |     |     |     |     |
| 1971   | Ligier                  | Ligier JS3              | BUA | DAY | SEB | BRH | MON | SPA | TAR | NÜR | LEM | ZEL | WAT |     |     |     |
| 1971   | Ligier                  | Ligier JS3              |     |     |     |     |     | DNF |     |     |     |     |     |     |     |     |
| 1973   | Matra                   | Matra MS670             | DAY | VAL | DIJ | MON | SPA | TAR | NÜR | LEM | ZEL | WAT |     |     |     |     |
| 1973   | Matra                   | Matra MS670             |     |     |     |     | DNF |     |     |     |     |     |     |     |     |     |
| 1974   | Alpine                  | Alpine A441             | MON | SPA | NÜR | IMO | LEM | ZEL | WAT | LEC | BRH | KYA |     |     |     |     |
| 1974   | Alpine                  | Alpine A441             | 10  |     |     |     |     |     |     |     |     |     |     |     |     |     |
| 1975   | Renault Sport           | Alpine A442             | DAY | MUG | DIJ | MON | SPA | PER | NÜR | ZEL | WAT |     |     |     |     |     |
| 1975   | Renault Sport           | Alpine A442             |     |     |     |     |     |     |     | DNF | DNF |     |     |     |     |     |
| 1976   | Renault Sport           | Alpine A442             | MUG | VAL | NÜR | MON | SIL | IMO | NÜR | ZEL | PER | WAT | MOS | DIJ | DIJ | SAL |
| 1976   | Renault Sport           | Alpine A442             |     |     | DNF |     |     |     |     |     | DNF |     | 4   |     | 2   |     |
| 1978   | Renault Sport           | Alpine A443             | DAY | SEB | MUG | TAL | DIJ | SIL | NÜR | LEM | MIS | DAY | WAT | VAL | ROD |     |
| 1978   | Renault Sport           | Alpine A443             |     |     |     |     | DNF |     |     |     |     |     |     |     |     |     |